# Theodor Bogler
Theodor Bogler né le 10 avril 1897 à Hofgeismar et mort le 13 juin 1968 à Andernach, est un céramiste et un père bénédictin.

## Biographie
Theodor Bogler naît en 1897 à Hofgeismar. Il étudie l'architecture et l'histoire de l'art à Munich après la Première Guerre mondiale, puis  passe du temps au Bauhaus de 1919 à 1925. Il dirige ensuite le département d'artisanat d'art d'une usine de grès près de Berlin.